# Slag in de Straat Badoeng
De Slag in de Straat Badoeng was een nachtelijke zeeslag in de Straat Badoeng (niet te verwarren met de stad Bandoeng of Bandung), bij Bali (toenmalig Nederlands-Indië) in de nacht van 19 op 20 februari 1942. De Geallieerden verloren de slag, ondanks een grotere strijdmacht en grotere vuurkracht.

## Voorafgaand
Het Japanse konvooi bestond uit twee troepentransportschepen met elk twee jagers ter bescherming. De Sasago Maru met als escorte de Asashio en Oshio; en de Sagami Maru met als escorte de Michishio en Arashio. Dit konvooi was op weg naar Bali.
Het Nederlands-Brits-Amerikaans eskader bestond uit tien schepen en werd ondersteund door twintig vliegtuigen van de Amerikaanse luchtmacht, zeven torpedoboten uit Soerabaja en twee onderzeeboten. De torpedoboten werden ondersteund door de mijnenlegger Krakatau die als moederschip diende. De schepen die deel uitmaakte van het eskader waren op te delen in twee groepen de eerste groep bestond uit de kruisers De Ruyter en Java en de jagers John D. Ford, Pope, en Piet Hein (commandant: J.M.L.I. Chömpff en verder officier tweede klasse W.M. Moppes). De tweede groep bestond uit de kruiser Tromp en de jagers John D. Edwards, Parrot, Pillsbury en Stewart
Op 19 februari werd door de onderzeeboten Seawolf en Truant een aanval op het Japanse konvooi ingezet. Deze aanval werd afgeweerd en de onderzeeboten werden met dieptebommen verdreven. Later op die dag vielen 20 vliegtuigen van de Amerikaanse luchtmacht de Japanse schepen aan. Tijdens deze aanval werd alleen het troepentransportschip Sagami Maru beschadigd.

## De slag
De eerste geallieerde groep nam de Japanners waar om ongeveer 22:00 uur en openden vuur om 22:25 op 19 februari 1942. Er ontstond geen schade. De Piet Hein kreeg om 22:40 een voltreffer van een Long Lance-torpedo van de Japanse jager Asashio en verging onmiddellijk. De jagers Asashio en Oshio en de Pope en John D. Ford beschoten elkaar, waarop de Amerikaanse jagers zich terugtrokken. In het duister beschoten daarna de Asashio en Oshio elkaar abusievelijk.
Ongeveer drie uur later arriveerde een tweede groep geallieerde schepen in de Straat Badoeng. Om 01:36 uur lanceerden de Stewart, Pillsbury and Parrott torpedo's zonder gevolg. De Oshio en Asashio vielen opnieuw aan en de Tromp kreeg elf 5 inch (127 mm) granaten van de Asashio, wat zware schade veroorzaakte (het schip moest later voor reparatie naar Australië). Beide Japanse jagers werden geraakt, maar niet erg ernstig. De Japanse jagers Arashio en de Michishio verschenen om ongeveer 02:20 uur op orders van admiraal Kubo. De Michishio kreeg treffers van de Pillsbury, John D. Edwards en de Tromp, waarbij 13 doden en 83 gewonden vielen op het schip. Na de slag moest het schip gesleept worden.

## Gevolgen
De slag toonde de superioriteit van de Japanners bij nachtgevechten aan, die mede het gevolg was van geavanceerdere apparatuur.

## Externe link

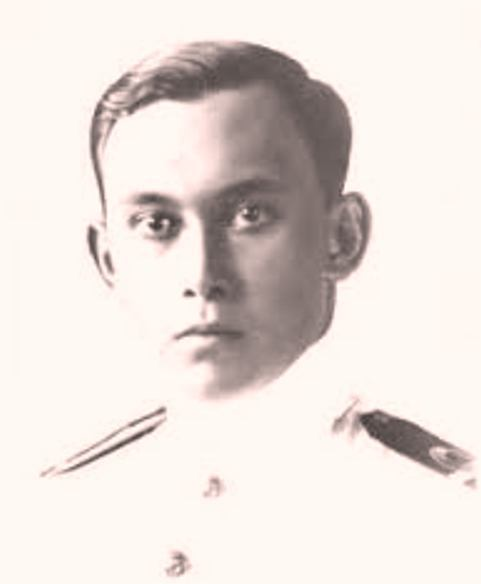
Jan Marie Lodewijk Ignatius Chömpff
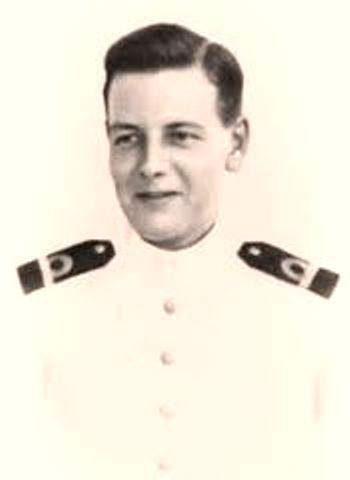
Willem Marie van Moppes